# Tetera de Russell

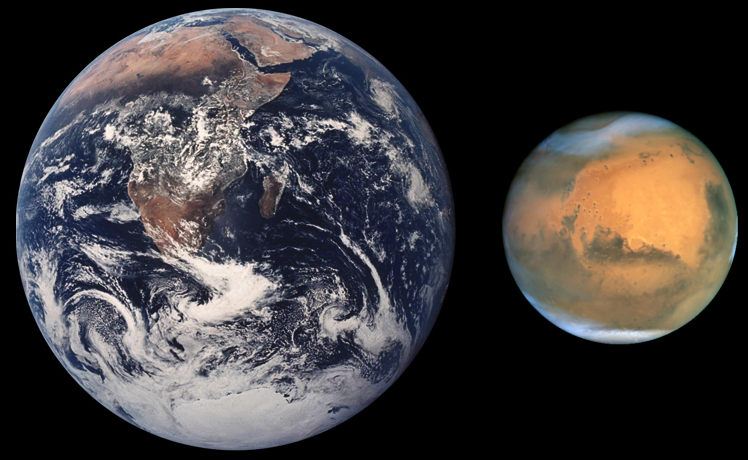
Según la analogía hay una tetera entre la Tierra y Marte que gira alrededor del Sol en una órbita elíptica; una tetera tan pequeña que no puede ser vista ni por los telescopios más potentes.

La tetera de Russell es una analogía acerca de la existencia de Dios, que propone la presencia de una tetera de porcelana que οrbita alrededor del Sol, entre la Tierra y Marte, creada por el escritor, filósofo y matemático británico Bertrand Russell para refutar la idea de que al ateo también le corresponde justificar su posición o desacreditar las afirmaciones empíricamente infalsables del teísmo.
La intención de Russell no es atribuir la carga de la prueba sobre el incrédulo, sino demostrar que una afirmación sin pruebas no es sostenible, pero, si esa afirmación sin pruebas está respaldada por «libros sagrados», «profetas» y tradiciones culturales, el incrédulo que se atreva a dudar corre el riesgo de terminar en un sanatorio mental o en una hoguera. Según su opinión, si alguien desea creer en una tetera astronómica o en un ser mítico está en su derecho, pero si quiere convencer a los demás de su creencia debe aportar pruebas en lugar de castigar a los que piensan con raciocinio y no con fe.
En un artículo titulado Is There a God? (en español, «¿Existe Dios?» o «¿Hay un Dios?»), encargado (aunque nunca publicado) en 1952 por la revista Illustrated, Russell escribió lo siguiente:

Si yo sugiriera que entre la Tierra y Marte hay una tetera de porcelana que gira alrededor del Sol en una órbita elíptica, nadie podría refutar mi aseveración, siempre que me cuidara de añadir que la tetera es tan pequeña que no puede ser vista ni por los telescopios más potentes. Pero si yo dijera que, puesto que mi aseveración no puede ser refutada, dudar de ella es de una presuntuosidad intolerable por parte de la razón humana, se pensaría con toda razón que estoy diciendo tonterías. Sin embargo, si la existencia de tal tetera se afirmara en libros antiguos, si se enseñara cada domingo como verdad sagrada, si se instalara en la mente de los niños en la escuela, la vacilación para creer en su existencia sería un signo de excentricidad, y quien dudara merecería la atención de un psiquiatra en un tiempo ilustrado, o la del inquisidor en tiempos anteriores.

Bertrand Russell.

En su libro El capellán del diablo (2003), Richard Dawkins desarrolló el concepto:

La razón por la que la religión organizada merece abierta hostilidad es porque, a diferencia de la creencia en la «tetera de Russell», la religión es poderosa, influyente, exenta de impuestos y se inculca sistemáticamente a niños que son demasiado pequeños para defenderse. Nadie empuja a los niños a pasar sus años de formación memorizando libros locos sobre teteras. Las escuelas subvencionadas por el gobierno no excluyen a los niños cuyos padres prefieren teteras de forma equivocada. Los creyentes en las teteras no lapidan a los no creyentes en las teteras, a los apóstatas de las teteras y a los blasfemos de las teteras. Las madres no advierten a sus hijos en contra de casarse con infieles que creen en tres teteras en lugar de en una sola. La gente que echa primero la leche no da palos en las rodillas a los que echan primero el té.

Richard Dawkins.

## Análisis
El químico Peter Atkins dijo que el punto de la tetera de Russell es que nadie tiene la carga de refutar afirmaciones. La navaja de Ockham sugiere que la teoría más simple con menos afirmaciones (por ejemplo, un universo sin seres sobrenaturales) debería ser el punto de partida en la discusión en lugar de la teoría más compleja. Respondiendo a la invocación de la «Tetera celestial» de Russell por Richard Dawkins como evidencia contra la religión, una apología del filósofo Paul Chamberlain sostiene que tales argumentos se basan en una distinción indebida entre las afirmaciones positivas y negativas. Chamberlain dice que es lógicamente erróneo declarar que las afirmaciones de verdad positiva tienen una carga de prueba mientras que las afirmaciones de verdad negativa no; dice que «toda afirmación de verdad, ya sea positiva o negativa, tiene una carga de prueba».
En sus libros El capellán del diablo (2003) y El espejismo de Dios (2006), el biólogo Richard Dawkins usó la tetera como una analogía de un argumento en contra de lo que llamó «conciliación agnóstica», una política de apaciguamiento intelectual que permite dominios filosóficos que conciernen asuntos exclusivamente religiosos. La ciencia no tiene forma de establecer la existencia o no existencia de un dios. Por lo tanto, según el conciliador agnóstico, debido a que se trata de una cuestión de gusto individual, la creencia y la incredulidad en un ser supremo merecen igual respeto y atención. Dawkins presenta la tetera como una reductio ad absurdum de esta posición: si el agnosticismo exige dar igual respeto a la creencia e incredulidad en un ser supremo, entonces también debe dar igual respeto a la creencia en una tetera en órbita, ya que la existencia de una tetera en órbita es tan plausible científicamente como la existencia de un ser supremo.
Otro filósofo, Alvin Plantinga, afirma que hay una falsedad en el corazón del argumento de Russell. El argumento de Russell asume que no hay evidencia en contra de la tetera, pero Plantinga no está de acuerdo:

Claramente tenemos una gran cantidad de evidencia contra el teterismo. Por ejemplo, hasta donde sabemos, la única forma de que una tetera pudiese haber entrado en órbita alrededor del sol sería si algún país con capacidades de lanzamiento espacial suficientemente desarrolladas hubiera puesto esta olla en órbita. Ningún país con tales capacidades es lo suficientemente frívolo como para desperdiciar sus recursos tratando de poner una tetera en órbita. Además, si algún país lo hubiera hecho, habría estado en todas las noticias; ciertamente habríamos oído hablar de ello. Pero no lo hemos hecho. Y así. Hay mucha evidencia contra el teterismo.

El filósofo Peter van Inwagen sostiene que, si bien la tetera de Russell es una buena pieza de retórica, su forma lógica de argumento es menos que clara, y tratar de dejarlo claro revela que el argumento de la tetera está muy lejos de ser convincente.
El crítico literario James Wood, ha argumentado que creer en Dios «es mucho más razonable que creer en una tetera porque Dios es una “gran idea” que “no se refuta analógicamente por referencia a las teteras celestiales”, o las aspiradoras, que carecen de la necesaria grandeza y “porque Dios no se puede cosificar, no se puede convertir en una mera cosa”».
El filósofo Gary Gutting rechaza la tetera de Russell por razones similares, argumentando que el argumento de Russell otorga al teísmo mucho menos apoyo del que realmente tiene. Gutting señala que numerosas personas sensatas y competentes apelan a la experiencia y los argumentos personales en apoyo de la existencia de Dios. Por lo tanto, rechazar simplemente la existencia de Dios, por tanto, parece injustificado, según Gutting.
Otro contraargumento, presentado por el filósofo Eric Reitan, es que creer en Dios es diferente a creer en una tetera porque las teteras son físicas y, por lo tanto, verificables en principio, y que basándonos en lo que sabemos sobre el mundo físico, no tenemos ninguna buena razón para pensar que la creencia en la tetera de Russell esté justificada o al menos alguna razón para pensar que no.
El filósofo Brian Garvey sostiene que la analogía de la tetera falla con respecto a la religión porque, con la tetera, el creyente y el no creyente simplemente están en desacuerdo sobre un elemento del universo y pueden tener en común todas las demás creencias sobre el universo, lo cual no es cierto entre un ateo y un teísta. Garvey argumenta que no se trata de que el teísta proponga la existencia de una cosa y el ateo simplemente la niegue; cada uno está afirmando una explicación alternativa de por qué el cosmos existe y es como es: el ateo no es solo niega una existencia que el teísta afirma: el ateo además está comprometido con la idea de que el hecho de que el universo no sea como es sea debido a Dios. O que sea como es puede debido a algo que no sea Dios, y no hay razón alguna para que no fuese así.

## Analogías similares
Otros pensadores han propuesto analogías innegables, como John Bagnell Bury en su libro de 1913, Historia de la libertad de pensamiento:

Algunas personas hablan como si no estuviéramos justificados para rechazar una doctrina teológica a menos que podamos probar que sea falsa. Pero la carga de la prueba no recae sobre el que rechaza... Si te dijeran que en cierto planeta que gira alrededor de Sirio hay una raza de burros que hablan el idioma inglés y dedican su tiempo a discutir sobre eugenesia, no podrías refutar la declaración, pero ¿tendría, por esa razón, algún reclamo para ser creído? Algunas mentes estarían dispuestas a aceptarlo, si se reiterara con suficiente frecuencia, mediante la potente fuerza de la sugestión.

El astrónomo Carl Sagan en su libro de 1995 El mundo y sus demonios ofreció una analogía similar no refutable llamada el Dragón en el garaje como un ejemplo de pensamiento escéptico. Sagan afirmó que había un dragón en su garaje, y que al contárselo a alguien, naturalmente, desearía verificarlo por él mismo, y al no haber evidencias de su existencia, él seguiría negando esa carencia de pruebas con contraargumentos:

Ahora, ¿cuál es la diferencia entre un dragón flotante, incorpóreo e invisible que escupe fuego sin calor y ningún dragón? Si no hay forma de refutar mi argumento, ningún experimento concebible que cuente en su contra, ¿qué significa decir que mi dragón existe?

## Influencia en las parodias religiosas
El concepto de la tetera de Russell ha influido más explícitamente en conceptos de religión-parodia como el «Unicornio rosa invisible» y el «Monstruo de Espagueti Volador». El músico y poeta psicodélico de los años 60 Daevid Allen de la banda Gong empleó la imagen de una tetera voladora en su Planet Gong Universe y el álbum Flying Teapot, y se refiere a la tetera de Russell en su libro Gong Dreaming 2: The Histories & Mysteries of Gong de 1969-1975.[cita requerida]